# (73977) 1998 BT42
(73977) 1998 BT42 – planetoida z pasa głównego asteroid okrążająca Słońce w ciągu 5,63 lat w średniej odległości 3,16 j.a. Odkryta 20 stycznia 1998 roku.